# شمشاد مفلطح الأوراق
شمشاد مفلطح الأوراق أو شمشير مفلطح الأوراق (الاسم العلمي:Buxus obtusifolia) هو نوع من النباتات يتبع جنس الشمشاد من الفصيلة الشمشادية.